# 云南阴石蕨
云南阴石蕨（学名：Humata henryana）为骨碎补科阴石蕨属下的一个种。